# Xã Salem, Quận Washington, Ohio
Xã Salem (tiếng Anh: Salem Township) là một xã thuộc quận Washington, tiểu bang Ohio, Hoa Kỳ. Năm 2010, dân số của xã này là 1.137 người.